# Hypena beatalis
Hypena beatalis là một loài bướm đêm trong họ Erebidae.